# Marcin Tadeusz Łukaszewski: Piano Etudes
Marcin Tadeusz Łukaszewski: Piano Etudes (Etiudy fortepianowe) – trzeci album solowy polskiego pianisty Radosława Sobczaka, który ukazał się 28 stycznia 2019 pod szyldem DUX Recording Producers (nr kat. DUX 1538). Muzyk prezentuje muzykę współczesną skomponowaną przez Marcina Tadeusza Łukaszewskiego, tj. jego siedemnaście „Etiud fortepianowych”. Nominacja do Fryderyka 2020 w kategorii «Album Roku Recital Solowy».

## Lista utworów

### Le quattro stagioni | Cztery pory roku | 4 studi transcendentali | 4 Etiudy transcendentalne(2015–2017)
- 1. La primavera | Wiosna | The Spring [3:16]
- 2. L’estate | Lato | The Summer [4:58]
- 3. Lo autunno | Jesień | The Autumn [3:13]
- 4. L’inverno | Zima | The Winter [4:45]

### 12 Etiud koncertowych | (1995–2003, zrewid. 2005, 2018)
- 5. Etiuda nr 1 | Etude No. 1: Vivo, molto dramatico [1:26]
- 6. Etiuda nr 2 | Etude No. 2: Presto con fuoco [1:31]
- 7. Etiuda nr 3 | Etude No. 3: Agitato [1:35]
- 8. Etiuda nr 4 | Etude No. 4: Andante dolente [3:09]
- 9. Etiuda nr 5 | Etude No. 5: Presto [1:04]
- 10. Etiuda nr 6 | Etude No. 6: Marcato, molto con fuoco [2:52]
- 11. Etiuda nr 7 | Etude No. 7: Allegro [2:10]
- 12. Etiuda nr 8 | Etude No. 8: Allegro [1:22]
- 13. Etiuda nr 9 | Etude No. 9: Energico e scherzando [1:18]
- 14. Etiuda nr 10 | Etude No. 10: Vivo leggiero [1:57]
- 15. Etiuda nr 11 | Etude No. 11: Tempo a piacere [3:16]
- 16. Etiuda nr 12 | Etude No. 12: Vivo [2:29]

### Trzy etiudy akademickie
- 17. Nocturne-study (2016, zrewid. | rev.: 2017) [2:18]
- 18. Cubo-study (2013) [1:07]
- 19. Yuro-study (2013) [1:17]